# Hansavan
Hansavan är en sjö i Överkalix kommun i Norrbotten och ingår i Kalixälvens huvudavrinningsområde. Sjön har en area på 0,132 kvadratkilometer och ligger 37,1 meter över havet.

## Delavrinningsområde
Hansavan ingår i det delavrinningsområde (737174-181435) som SMHI kallar för Inloppet i Räktjärv. Medelhöjden är 77 meter över havet och ytan är 29,23 kvadratkilometer. Räknas de 984 avrinningsområdena uppströms in blir den ackumulerade arean 17 305,13 kvadratkilometer. Avrinningsområdets utflöde Kalixälven (Kaitumälven) mynnar i havet. Avrinningsområdet består mestadels av skog (65 procent). Avrinningsområdet har 3,26 kvadratkilometer vattenytor vilket ger det en sjöprocent på 11,1 procent. Bebyggelsen i området täcker en yta av 1,62 kvadratkilometer eller 6 procent av avrinningsområdet.